# Бьянима, Винни
Винифред Бьянима (Уинифред Бьяньима, англ. и суахили Winifred Byanyima, сокращённо Винни или Уинни, Winnie Byanyima; родилась 13 января 1959) — угандийская общественная и политическая деятельница, борец за права человека, феминистка и дипломат. Аэрокосмический инженер по первой профессии. С ноября 2019 года она является исполнительным директором Объединённой программы ООН по ВИЧ/СПИД (ЮНЭЙДС).
С мая 2013 года по ноябрь 2019 года занимала должность исполнительного директора международной гуманитарной организации Oxfam International, занимающейся проблемами бедности и неравенства. С 2006 года она была директором Гендерной группы в Бюро по политике в области развития Программы развития Организации Объединенных Наций (ПРООН).

## Семья и образование
Бьянима родилась в округе Мбарара в Западном регионе Уганды, которая в то время находился под британским протекторатом. Её покойные родители — Бонифас Бьянима, бывший председатель Демократической партии Уганды, и Гертруда Бьянима, бывшая школьная учительница, умершая в ноябре 2008 года. Винни Бьянима училась в колледже Маунт-Сент-Мэри в Намагунге в районе Муконо. Затем она получила степень бакалавра по авиационной технике в Манчестерском университете, став первой женщиной из Уганды, получившей квалификацию авиационного инженера. Позже она получила степень магистра в области машиностроения со специализацией в области энергосбережения в Университете Крэнфилда.

## Профессиональная карьера

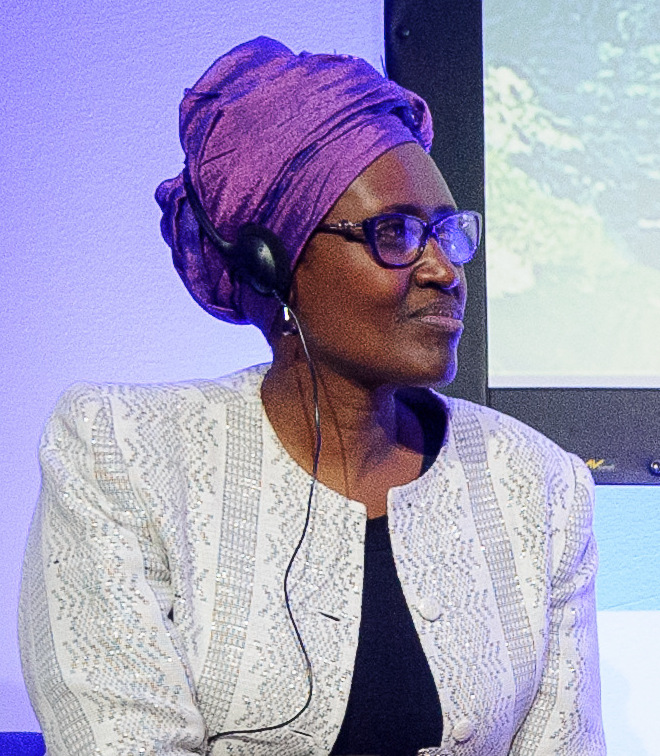
Винни Бьянима

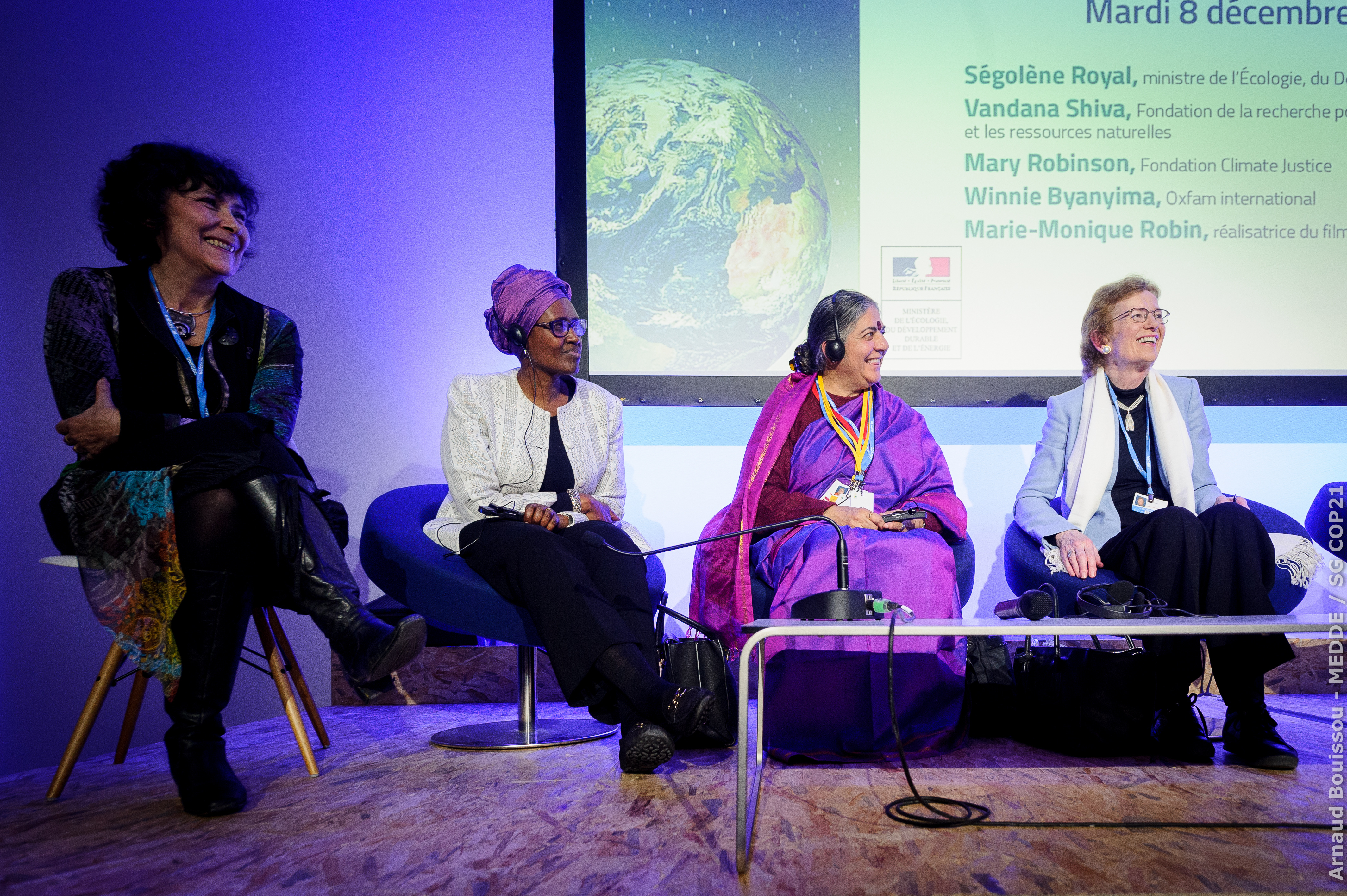
Винни Бьянима на конференции COP21 в 2015 году

Получив образование авиационного инженера, Бьянима работала бортинженером в авиакомпании Uganda Airlines. Когда Йовери Мусевени, будущий бессменный президент Уганды с 1986 года, начал гражданскую «Войну в кустах» 1981—1986 годов против правительства Милтона Оботе, Бьянима оставила свою работу и присоединилась к вооружённому восстанию (Мусевени и Бьянима в детстве росли вместе, при этом семья Бьянимы оплачивала все расходы на образование и учёбу Мусевени).
Мусевени, Бьянима и её муж Кизза Бесидже во время той войны были бойцами Национальной армии сопротивления. С тех пор Бьянима и её муж отошли от поддержки Мусевени и выступили против этого президента из-за его репрессивного недемократического правления.
После победы повстанцев в той войне Бьянима с 1989 по 1994 год занимала пост посла Уганды во Франции. Затем она вернулась на родину и стала активной участницей угандийской политики. Она была членом Учредительного собрания, разработавшего постконфликтную Конституцию Уганды 1995 года, в которой Бьянима отстояла новаторские положения о гендерном равенстве. Затем два срока подряд проработала депутатом парламента Уганды, представляя муниципалитет Мбарара с 1994 по 2004 год. Входила в Парламентскую ассоциацию женщин Уганды.
Впоследствии она руководила созданием и была назначена руководительницей Директората по делам женщин, гендерных вопросов и развития в штаб-квартире Комиссии Африканского союза в Аддис-Абебе (Эфиопия). Она работала на этой должности до ноября 2006 года, когда её назначили директором Гендерной группы в Бюро по политике в области развития ПРООН. Она также основала в Уганде неправительственную организацию Форум для женщин в демократии и принимала активное участие в формировании глобальных коалиций по вопросам социальной и экономической справедливости.

### Исполнительный директор Oxfam, 2013—2019
В январе 2013 года Винни Бьянима была объявлена следующим исполнительным директором Oxfam International, заменив Джереми Хоббса. Она начала свою пятилетнюю работу в качестве директора Оксфам 1 мая 2013 года. В декабре 2017 года она объявила о принятии предложения Совета наблюдателей остаться на второй пятилетний срок в качестве исполнительного директора Oxfam International.
В январе 2015 года Бьянима была сопредседателем Всемирного экономического форума в Давосе. Она использовала площадку форум, чтобы осудить разительное неравенство современного капитализма и призвать к действиям по сокращению разрыва между богатыми и бедными в глобальном масштабе. Исследование благотворительной организации утверждает, что к 2014 году доля мирового богатства, принадлежащая 1 % самых богатых людей мира, увеличилась почти до 50 %, тогда как остальной половиной приходится довольствоваться 99 % населения планеты.
В ноябре 2016 года Генеральный секретарь ООН Пан Ги Мун назначил Бьяниму членом Группы высокого уровня по доступу к лекарствам, сопредседателями которой являются бывшие президенты Швейцарии (Рут Дрейфус) и Ботсваны (Фестус Могае).

### Исполнительный директор ЮНЭЙДС с 2019
Ещё до истечения своего срока в Оксфам Бьянима в августе 2019 года была назначена исполнительным директором ЮНЭЙДС Генеральным секретарём Организации Объединённых Наций Антониу Гутерришем после комплексного процесса отбора при участии комитета из членов Координационного совета этой программы ООН. На своей новой должности она одновременно является заместителем Генерального секретаря Организации Объединённых Наций.
Бьянима считает, что здравоохранение — неотъемлемое право человека, и является соучредителем и сопредседателем Альянса народных лекарств, выступающего за равный доступ к медицинским технологиям, которые помогают предотвращать и реагировать на текущие и будущие пандемии. На Международной конференции по СПИДу 2024 года в Мюнхене компанию Gilead Sciences настоятельно призвали разрешить ленакапавиру получить доступ к патентному пулу лекарственных средств, поддерживаемому ООН, чтобы в странах с низким и средним уровнем доходамогли продаваться более дешёвые дженерики по лицензии подобно существующим соглашениям Gilead Sciences с MPP и индийскими компаниями о лекарствах для ВИЧ-инфицированных.
Помимо своей роли в ЮНЭЙДС, Бьянима также в течение двух лет является членом Консультативного совета по гендерным вопросам и развитию Группы Всемирного банка. С 2022 года она входит в Комиссию по всеобщему здравоохранению, созванную Chatham House и возглавляемую Хелен Кларк и Джакайей Киквете. Кроме того, она входила в Гендерный консультативный совет премьер-министра Джастина Трюдо во время председательства Канады в G7, работала в Глобальной комиссии по адаптации к изменениям климата и Глобальной комиссии по будущему труда Международной организации труда.

## Другая деятельность
- Премия Вирхова за глобальное здравоохранение, член Комитета премии (2022-настоящее время)
- Глобальный фонд по борьбе со СПИДом, туберкулезом и малярией, член правления
- Равенство сейчас (Equality Now), член Консультативного совета
- Международные чемпионы по гендерным вопросам (International Gender Champions, IGC)

## Награды
Является обладательницей ряда международных и национальных наград, включая премию Hall of Femme Award 2023, присуждаемую IWFSA (Международным женским форумом Южной Африки). Вошла в список 10 людей 2021 года по версии журнала Nature за работу по обеспечению справедливости в отношении вакцин против COVID-19.
Она была удостоена 4 почётных докторских степеней — от двух своих британских альма-матер в Манчестере и Крэнфилде, а также от университетов Маунт-Сент-Винсент (Канада) и Фри-Стейт (ЮАР).

## Личная жизнь
7 июля 1999 года в Нсамбье (Кампала) Винни Бьянима вышла замуж за Киззу Бесидже. Бесидже — бывший председатель оппозиционной политической партии Уганды Форум за демократические перемены (FDC). У них есть сын по имени Ансельм. Бьянима состоит членом FDC, хотя и значительно сократила свое участие в партийной политике страны с тех пор, как получила дипломатическое назначение в 2004 году. У неё пятеро братьев и сестер: Эдит, Энтони, Марта, Авраам и Оливия.